# ۶۰۷ (قمری)
۶۰۷ (قمری)، ششصد و هفتمین سال در گاهشماری هجری قمری است. اول محرم این سال برابر با ۲۴ ژوئن سال ۱۲۱۰ میلادی است.